# ميخائيل هافينغتون
ميخائيل هافينغتون (بالإنجليزية: Michael Huffington)‏ هو سياسي أمريكي، ولد في 3 سبتمبر 1947 في دالاس في الولايات المتحدة. حزبياً، نشط في الحزب الجمهوري. في انتخابات مجلس النواب الأمريكي 1992 ‏، انتخب عضو مجلس النواب الأمريكي عن دائرة California's 22nd congressional district ‏ وقد انضم خلال فترته النيابية ‏ (5 يناير 1993 – 3 يناير 1995) للكتلة البرلمانية الحزب الجمهوري وانتخب عضو مجلس النواب الأمريكي عن دائرة California's 22nd congressional district ‏ (3 يناير 1993 – 3 يناير 1995).

## روابط خارجية
- ميخائيل هافينغتون على موقع IMDb (الإنجليزية)
- ميخائيل هافينغتون على موقع إن إن دي بي (الإنجليزية)
- ميخائيل هافينغتون على موقع قاعدة بيانات الفيلم (الإنجليزية)